# Ludwig Forster
Ludwig Forster (* 25. September 1868 in Kraiburg a.Inn; † 20. Januar 1937 in Eggenfelden) war ein deutscher Politiker der Zentrums-Partei.

## Werdegang
Forster war Konditor, Wachszieher und Wachswarenfabrikant. Von 1906 bis 1932 war er Bürgermeister der niederbayerischen Bezirksstadt Eggenfelden. Daneben gehörte er als Abgeordneter des Zentrums der Kammer der Abgeordneten des Bayerischen Landtags an.
Gegen Ende seiner Amtszeit wurde er am 22. Juni 1931 zum Ehrenbürger von Eggenfelden ernannt. Gewürdigt wurde vor allem sein besonderes Herz für Arme.